# Белых, Александр Евгеньевич
Алекса́ндр Евге́ньевич Белы́х (род. 1965) — русский поэт, прозаик и переводчик, эссеист, драматург. Член Русского ПЕН-центра, филолог по образованию. После окончания Дальневосточного университета жил и работал в Японии, учился в Университете колонизации восточных земель Китая в Токио.
Публиковал переводы японской прозы (в том числе романы Юкио Мисимы «Шум прибоя», «Жажда любви» и «Запретные цвета») и классической японской поэзии, в том числе антологии гомоэротических мотивов в хайку и танка «Дикая азалия», антология классической японской поэзии «Луна. Сакура. Снег», Ёса Бусон «Сливы эры Анъэй» (2016).
Оригинальные стихи, в том числе хайку, и проза публиковались в журналах и альманахах «Знамя», «Дети Ра», «Рубеж», «РИСК», «Тритон», «Октябрь», «Иностранная литература», «Знамя», «Новое литературное обозрение», «Изящная словесность», «Дальний Восток», «Биробиджан», «Свеске» (Сербия), антологии «Нестоличная литература», на сайтах «Лавка языков», «Сетевая словесность» и др. Книга стихов «Дзуйхицу» (2007), «Справочки» (2014), пьеса «Соблазнение Ницше» (2015), «El armario de acero» (Dos Bigotes. Barcelona, 2014), роман «Сны Флобера» (2013, шорт-лист Премии Андрея Белого в 2014 году), книга эссе о творчестве Николая Кононова «Феноменологический синематограф» (2015). Роман с метафизикой «Страсть к небытию или поэзия как мышление», Алетейя, 2016.